# غلة زني
غلة زني (بالفارسية: گله‌زنی) هي قرية تقع في قسم آبدان الريفي (مقاطعة دير) في إيران. يقدر عدد سكانها بـ 24 نسمة .